# Вільям Денісон
Вільям Томас Денісон (англ. William Thomas Denison; 3 травня 1804 — 19 січня 1871) — британський колоніальний адміністратор, лейтенант-губернатор Землі Ван-Дімена (1847—1855, нинішня Тасманія), губернатор Нового Південного Уельсу (1855—1861) і губернатор Мадраса (1861—1866).

## Біографія
Вільям Томас Денісон народився 3 травня 1804 року в Лондоні в сім'ї Джона Денісона і його другої дружини Шарлотти Денісон, уродженої Ествік. Він навчався в Ітонському коледжі, згодом у Королівському військовому коледжі у Сандгерсті і, закінчивши його, в 1826 році став лейтенантом Королівського інженерного корпусу.
Після цього Денісон працював у Канаді на будівництві каналу Рідо. У 1832 році повернувся в Англію. У 1838 році він одружився з Керолайн Горнбі.
У квітні 1846 року Денісону запропонували зайняти посаду лейтенант-губернатора Землі Ван-Дімена (так тоді називалася Тасманія), і він прибув у Гобарт і вступив на посаду 25 січня 1847 року. Він пропрацював лейтенант-губернатором Землі Ван-Дімена протягом восьми років, до січня 1855 року.
У вересні 1854 року Денісон прийняв нове призначення — зайняти пост губернатора Нового Південного Уельсу. Він покинув Гобарт і прибув в Сідней 13 січня 1855 року. Він був губернатором Нового Південного Уельсу протягом шести років, до січня 1861 року.
У 1861 році Денісон був призначений губернатором Мадраського президентства. Він прибув у Мадрас у лютому 1861 року. Він пробув губернатором до 1866 року, а протягом шести тижнів (в грудні 1863 — січні 1864 роки) навіть виконував обов'язки віце-короля Індії.

## Вшанування
Вільям Денісон у 1867 році нагороджений медаллю Телфорда за експерименти по перевірці міцності канадської деревини. Він є одним з перших одержувачів цієї нагороди.
На честь Вільяма Денісона названі:
- Виборчий дивізіон Денісон — виборчий територіальний підрозділ в Тасманії у центральній частині міста Гобарт.
- Порт Денісон у місті Бовен у Квінсленді на північному сході Австралії.
- Барбус Денісона (Puntius denisonii) — вид коропових риб, ендемік Індії.
- Impatiens denisonii — вид квіткових рослин родини бальзамінові, ендемік Індії.
- Denisonia — рід отруйних змій родини аспідові, ендеміки Австралії.